# Dyschoriste tweediana
Dyschoriste tweediana är en akantusväxtart som först beskrevs av Christian Gottfried Daniel Nees von Esenbeck, och fick sitt nu gällande namn av Carl Ernst Otto Kuntze. Dyschoriste tweediana ingår i släktet Dyschoriste och familjen akantusväxter. Inga underarter finns listade i Catalogue of Life.